# ایگور مویسیف

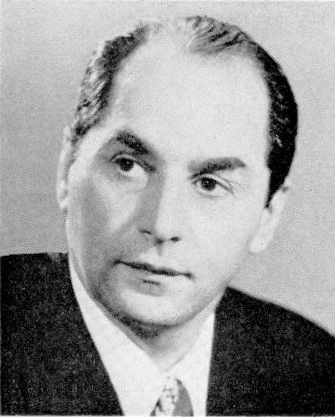
Igor Moiseyev in 1961

ایگور مویسیف Igor Alexandrovich Moiseyev (روسی: Игорь Александрович Моисеев ; 21 January [سبک قدیمی: 8 January] 1906[سبک قدیمی: 8 January] – 2 November 2007) هنرمند رقصنده و طراح رقص روس. در تئاتر بالشوی تک‌رقصنده بود (۱۹۲۴–۱۹۲۹) و سپس سرپرست باله آن‌جا شد (۱۹۳۰–۱۹۳۹). در ۱۹۳۷ گروه رقص مویسیف را برای رقص‌های مردمی و محلی تشکیل داد و در اروپا، امریکا، و چین گشت هنری برگزار کرد.